# Prix scientifique Alfried-Krupp
Le prix scientifique Alfried-Krupp (en allemand Alfried-Krupp-Wissenschaftspreis) est un prix créé par la fondation Alfried Krupp von Bohlen und Halbach en 1998 en mémoire de son fondateur Alfried Krupp von Bohlen und Halbach. Ce prix biennal, doté de 52 000 €, a été décerné de 1998 à 2006 à des scientifiques des sciences humaines, juridiques et économiques, ainsi que des sciences naturelles et d’ingénierie.

## Lauréats
- 1998: Rudolf Smend, théologue protestant ; Dieter Oesterhelt (de), biochimiste
- 2000: Friedrich Hirzebruch, mathématicien ; Konrad Repgen, historien
- 2002: Wolfgang Frühwald (de), germaniste ; Theodor W. Hänsch, physicien ; Herbert Walther (de), physicien
- 2004: Hermann Lübbe (de), philosophe ; Bert Hölldobler, biologiste
- 2006: Jan Assmann, égyptologue ; Eberhard Zeidler, mathématicien

## Article lié
- Prix Alfried-Krupp de promotion de jeunes professeurs d'université